# Lhonak Chu
Der Lhonak Chu, im Oberlauf auch Goma Chu, im Mittellauf auch Langbo Chu, ist ein 41 km langer linker Nebenfluss des Zemu Chu im äußersten Nordwesten des indischen Bundesstaates Sikkim.

## Verlauf
Der Lhonak Chu wird vom Gletscherrandsee South Lhonak Lake auf einer Höhe von etwa 5225 m gespeist. Der Lhonak Chu fließt anfangs 15 km durch ein breites gletschergeformtes Tal in Richtung Ostsüdost. Er nimmt dabei mehrere gletschergespeiste Nebenflüsse auf, darunter den Puring Chu von rechts. Anschließend durchschneidet er einen Gebirgszug in östlicher Richtung und nimmt kurz darauf die größeren Nebenflüsse Kora Chu und Naku Chu linksseitig auf. Auf den letzten 12 Kilometern durchfließt der Lhonak Chu ein enges Tal in südsüdöstlicher Richtung. Er trifft schließlich auf einer Höhe von etwa 3250 m auf den von Westen kommenden Zemu Chu. Der Lhonak Chu bildet die nördliche Grenze des Kangchendzönga-Nationalparks.

## Einzugsgebiet
Der Lhonak Chu entwässert ein etwa 623 km² großes Gebiet im äußersten Nordwesten von Sikkim. Im Süden grenzt das Einzugsgebiet des Lhonak Chu an das des oberstrom gelegenen Zemu Chu. Entlang der Wasserscheide im Westen verläuft die Staatsgrenze zu Nepal, entlang der nördlichen Wasserscheide verläuft die Grenze zur Volksrepublik China. Im Osten liegt das obere Einzugsgebiet des Lachen Chu. Das Einzugsgebiet des Lhonak Chu umfasst mehrere größere Gletscher. An der westlichen Wasserscheide erheben sich mehrere Siebentausender, darunter der Kirat Chuli (7365 m) und der Jongsang Ri (7462 m).

## Hydrologie
Während der Monsunzeit zwischen Juni und Oktober fallen die meisten Niederschläge in der Region. Weitere hohe Abflüsse treten während der Schneeschmelze auf. Der Lhonak Chu erhält die Schmelzwässer mehrerer Gletscher im östlichen Teil des Kangchendzönga Himal. 

## Gletscherläufe
Im Oktober 2023 kam es am South Lhonak Lake zu einem Gletscherlauf, der die abstrom gelegenen Flusstäler verwüstete.